# Physostigma
Physostigma es un género de plantas con flores con cinco especies perteneciente a la familia Fabaceae. Es originario de África tropical.

## Especies
- Physostigma coriaceum
- Physostigma cylindrospermum
- Physostigma laxius
- Physostigma mesoponticum
- Physostigma venenosum